# Malá mořská víla
Malá mořská víla je pohádkový příběh o mořské panně, která se zamilovala do lidského prince, pro nějž se rozhodla stát člověkem. Napsal jej dánský spisovatel Hans Christian Andersen v roce 1837.

## Obsah
Malá mořská víla byla nejmladší dcerou mořského krále. Žila spolu s babičkou, otcem a pěti sestrami v korálovém zámku na mořském dně a byla ze všech sester nejkrásnější. Každá mořská víla se v den svých patnáctých narozenin mohla poprvé vynořit nad hladinu a spatřit svět lidí. Když konečně nadešel tento den i pro nejmladší mořskou princeznu, spatřila loď krásného prince, který se velmi podobal mramorové soše mladíka v její zahrádce, k níž chodila a kde také snila. S touhou v srdci pozorovala veselící se dvořany, oslavující princovy narozeniny. Vtom se strhla silná bouře a potopila loď i s princem. Malá princezna se zaradovala, hned si však uvědomila, že lidé se do jejich zámku dostávají pouze mrtví, proto se rozhodla prince zachránit a odnesla jej na břeh, kde se ho ujala jedna z dívek, které právě přicházely z chrámu stojícího poblíž. Den co den pak tesknila po princi, dokud jí sestry nepomohly zjistit, kde stojí zámek jeho otce. Zde pak trávila mnoho hodin.
Z babiččina vyprávění se dozvěděla, že je možné, aby se mořská žena stala člověkem a získala lidskou duši. Musel by se do ní zamilovat člověk a pojmout ji za manželku. V den, kdy se jejich ruce spojí, přejde jeho duše do ní, aniž by ztratil svou. Nestane-li se ale tak, zemře mořská víla první jitro po jeho sňatku s jinou. Zamilovaná víla se rozhodne toto riziko podstoupit a navštíví mořskou čarodějnici, která jí, výměnou za nejcennější věc, kterou má, totiž nejkrásnější hlas ze všech bytostí, připraví nápoj. Tento nápoj promění rybí ocas v překrásné nohy, jejichž ladnosti v chůzi se nemůže žádná smrtelnice vyrovnat. Mořská víla poté vystoupí z moře, setká se s princem, který je jí okouzlen a tráví s půvabnou neznámou veškerý čas. Svou lásku ale již věnoval dívce, která ho zachránila po ztroskotání lodi a jíž je malá mořská víla podobná. Je jí dívka, která se nad princem sklonila na pláži u kláštera.
Na otcovo přání se princ vydává do sousední země, aby se dvořil dceři sousedního krále. Malá mořská víla je ztracena, protože královou dcerou je dívka, která našla prince na pláži, a i ona se do něj zamilovala na první pohled. Brzy se koná velkolepá svatba. Oslav na lodi se účastní i mořská víla, již před úsvitem navštíví její sestry. Nechaly si od čarodějnice ustřihnout vlasy výměnou za radu. Krev mořské víle změnila rybí ocas v nohy a krev může kouzlo opět zvrátit. S dýkou v ruce se víla přiblíží ke stanu novomanželů, kde je uvidí spát v objetí. V mžiku se rozhodne, odhodí nůž, za nímž skočí pak s prvními paprsky slunce do vln. Nezemře však, ale přidá se k sestrám vzduchu, které pomáhají lidem a po třech stech letech služby získají nesmrtelnou duši. Jejich čas se zkrátí, pokud v lidském stavení naleznou hodné dítě, pokud nad ním ale musejí zaplakat, jejich zkušební doba se s každou prolitou slzou o den prodlouží.
V některých verzích (Andersen sám však napsal jen tuto verzi!) se víla pouze promění v mořskou pěnu či se nad ní dokonce čarodějnice ustrne a změní ji zpět v mořskou vílu.

## Filmové zpracování Malé mořské víly
- Malá mořská víla – česká filmová pohádka režiséra Karla Kachyni, natočená v roce 1976, v hlavní roli s Miroslavou Šafránkovou
- Malá mořská víla – kreslená pohádka z roku 1989 filmového studia The Walt Disney Company. V roce 1992 pak toto studio uvedlo stejnojmenný animovaný televizní seriál (anglicky The Little Mermaid), který na původní pohádkový příběh navazuje velmi volně i netradičně.